# Sir Harry Paget Flashman
Sir Harry Paget Flashman är en fiktiv person, ursprungligen skapad av författaren Tom Hughes som en bikaratär i boken Tom Browns skoltid (utgiven 1857), där han är en riktig översittare som blir utkastad från Rugby School, som boken utspelar sig på. George Macdonald Fraser fann karaktären intressant, och har skrivit tolv böcker med honom som huvudperson, publicerade från 1969 och framåt. En av böckerna har också filmatiserats.

## Handling
I en ramberättelse till historien om Flashman hittas en bunt gamla papper i en byrålåda på en auktion. Detta visar sig vara Flashmans memoarer, som han ska ha skrivit som en reaktion på Tom Browns skoltid.
Harry Flashman lever i det viktorianska England (första boken om Flashman börjar 1839). Även om han är en feg, omoralisk, elak, egoistisk och ibland ganska klantig person, som få skulle respektera, så framstår han som den perfekta gentlemannen, och i boken blir han känd i hela England för sitt mod och hederliga sätt, oftast genom helt slumpartade situationer.
George Macdonald Fraser, som är väldigt intresserad av historia, sätter Flashman i historiska händelser och beskriver den historiska omgivningen väldigt detaljerat. Flashman tar sig igenom historiska hetpunkter som kriget i Afghanistan, Krimkriget, den afrikanska slavhandeln, amerikanska inbördeskriget, det indiska upproret och andra kända platser. Han får också träffa drottning Victoria, Otto von Bismarck, Abraham Lincoln, hertigen av Wellington och många andra. De flesta personer som han möter är antingen verkliga historiska personer eller skönlitterära figurer från andra verk. 